# Jules Cayrade
Jules Cayrade, né le 5 avril 1840 à Decazeville (Aveyron) et mort le 20 juillet 1886 à Decazeville, est un homme politique français.

## Biographie
Médecin, il est maire de Decazeville de 1878 à 1886, conseiller général du canton d'Aubin et député de l'Aveyron de 1881 à 1885, inscrit au groupe de l'Union démocratique.

## Sources
- « Jules Cayrade », dans Adolphe Robert et Gaston Cougny, Dictionnaire des parlementaires français, Edgar Bourloton, 1889-1891 [détail de l’édition]